# میکوریزای آربوسکولار

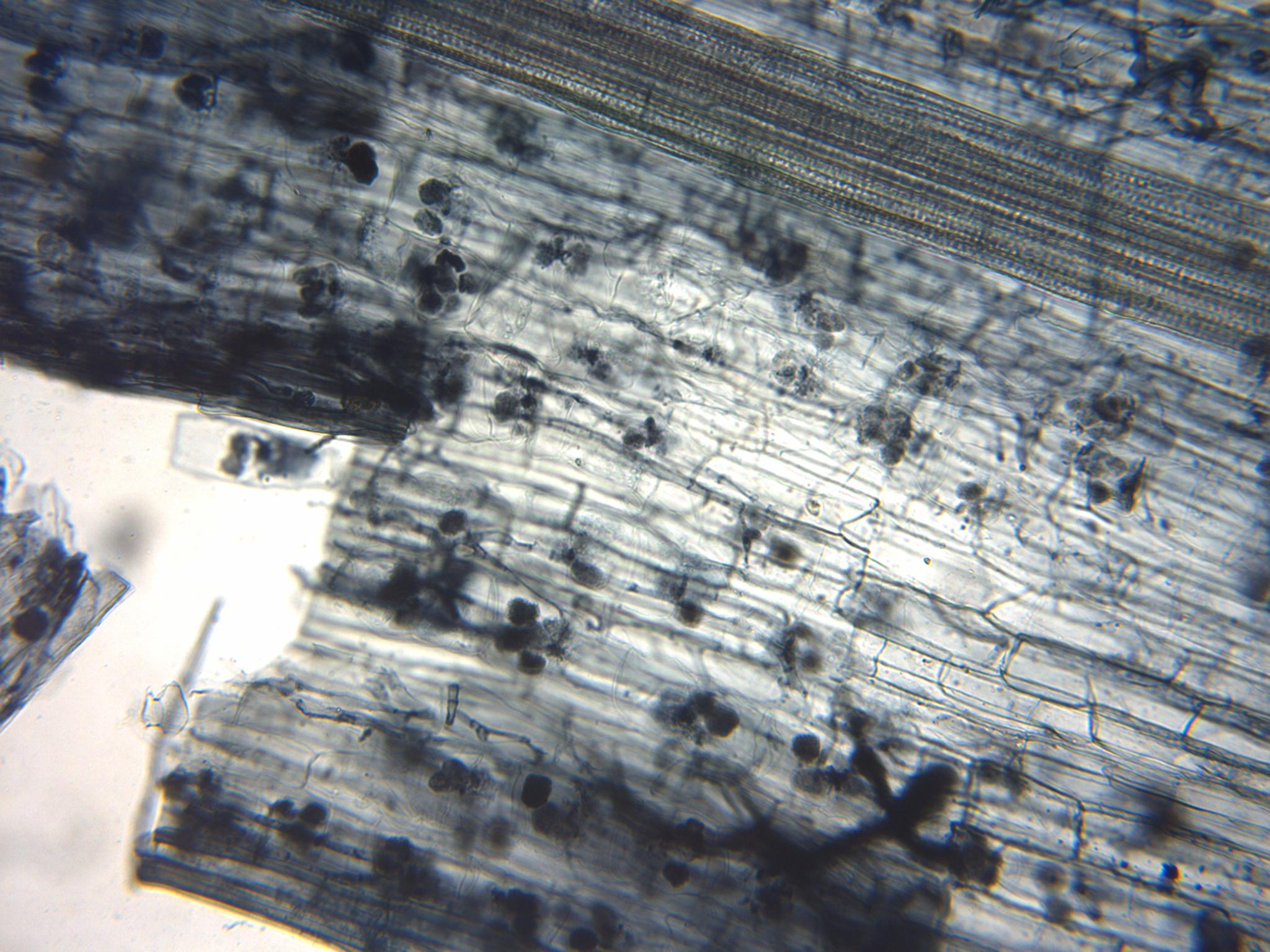
میکوریزای آربوسکولار

میکوریزای آربوسکولار نوعی میکوریزا است که در آن قارچ به سلول‌های قشری ریشه‌های گیاهان آوندی نفوذ می‌کند. این نوع قارچ‌ها بر خلاف قارچ‌های اکتومیکوریزا نخینه ضخیمی تولید نمی‌کنند و و نخینه‌های میکروسکوپی آن به درون ریشه نفوذ می‌کند و بخشی از دیواره سلولی (آپوپلاست) را هضم می‌کند اما غشای سلولی را هضم نمی‌کند و با فشرده کردن آن وارد سیمپلاست می‌شود.